# João de Sousa Uva
João de Sousa Uva (Faro, 13 de Agosto de 1872 - ?) foi um político português.

## Biografia
Filho de João de Sousa Uva e de sua mulher Francisca Pires.
Proprietário, foi eleito Deputado em 1921 e 1922 pelo Círculo Eleitoral de Faro, nas listas do Partido Liberal.